# Sidi Abed
Sidi Abed là một đô thị thuộc tỉnh Tissemsilt, Algérie. Dân số thời điểm năm 2002 là 5.298 người.